# Saint Omer (film)
Saint Omer är en fransk dramafilm från 2022 i regi av Alice Diop.

## Utmärkelser
Filmen vann Louis Delluc-priset 2022.

## Roller (urval)
- Kayije Kagame – Rama
- Guslagie Malanda – Laurence Coly
- Valérie Dréville – rättens ordförande
- Aurélia Petit – advokat Vaudenay
- Xavier Maly – Luc Dumontet
- Thomas de Pourquery – Adrien
- Robert Cantarella – generaladvokaten
- Salimata Kamate – Odile Diata